# Кемалізм

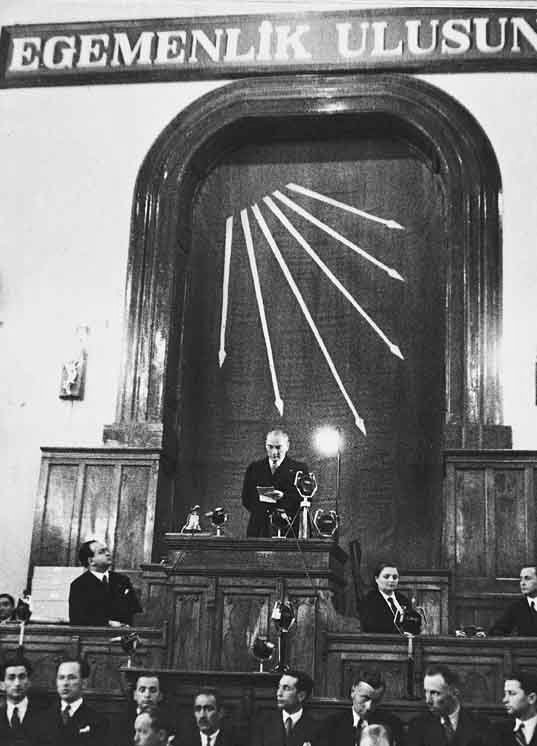
Кемаль Ататюрк і «шість стріл»

Кемалі́зм (тур. Atatürkçülük, Kemalizm) — ідеологія турецького націоналізму, висунута заснована на ідеях Мустафи Кемаля Ататюрка, засновника і першого президента Турецької Республіки. Дотепер вважається офіційною ідеологією Турецької республіки.  Його символом є шість стріл ( тур. Altı Ok ).
Однак сучасні прихильники кемалізма вважають, що їхня ідеологія є ефективною моделлю розвитку країн Третього світу. Схожої думки дотримується і американський політолог Самуель Гантінгтон, особливо виділяючи в кемалізму момент радикальної (революційної) вестернізації і розриву з колишніми культурними традиціями.
В основі кемалізма лежать 6 пунктів («шість стріл» — тур. Altı Ok). Перші чотири стріли були сформульовані в 1927 році, а потім в 1931 до них були додані ще дві. Остаточно доктрина шести стріл була закріплена в конституції 1937 року.
Туреччина Ататюрка була визначена широкомасштабними політичними, соціальними, культурними та релігійними реформами, спрямованими на відокремлення республіканської держави від її османської попередниці та прийняття західного способу життя, включаючи встановлення секуляризму/лаїцизму, державну підтримку наук, гендерну рівність, економічний етатизм тощо. Більшість цих політик вперше були представлені та реалізовані в Туреччині під час президентства Ататюрка через його реформи.

## Витоки
Різноманітні реформи, спрямовані на те, щоб уникнути неминучого краху імперії, почалися в основному під час реформ Танзімату 19-го століття.  Молоді османи середини століття намагалися створити ідеологію османського націоналізму, або османізму, щоб придушити зростання етнічного націоналізму в Імперії та вперше запровадити обмежену демократію, зберігаючи при цьому вплив ісламістів. Після своєї смерті під абсолютистським правлінням султана Абдул-Гаміда II на початку 20-го століття молодотурки підхопили свою спадщину. Роки становлення Ататюрка пройшли в Хамідських Салоніках. Під час служби в армії він приєднався до Комітету єдності та прогресу, який агітував за конституціоналізм проти хамідського абсолютизму, і відмовився від османського націоналізму на користь турецького націоналізму, прийнявши при цьому світську політичну точку зору.
Ататюрк не міг зіграти важливу роль у молодотурецькій революції 1908 року, яка відновила конституцію, хоча він був ключовим гравцем у скиненні Абдул-Гаміда під час інциденту 31 березня. Під час другої конституційної ери особисте суперництво з Ісмаїлом Енвером і Ахмедом Джемалем призвело до того, що його тримали на відстані витягнутої руки від влади: Центральний Комітет CUP. Не допомогло й те, що Ататюрк здебільшого не погоджувався з політикою радикальних юніоністів. Однак це дозволило йому спостерігати за успіхами та недоліками CUP у реалізації їхніх програм. Під час Першої світової війни його військова кар'єра піднялася під час оборони Галліполі, і до кінця війни він був пашою, відповідальним за три армійські командування на Сирійському фронті.
Після поразки Османської імперії та самоліквідації CUP наприкінці війни Ататюрк очолив військову кампанію проти запланованого союзниками розділу Анатолії та Східної Фракії, відому як Турецька війна за незалежність. Цей конфлікт був водночас революцією, до 1923 року його контруряд, що базувався в Анкарі, скасував Османську монархію та проголосив Республіку. За 15 років перебування Ататюрка на посаді президента було запроваджено багато радикальних реформ, які просунули світський, республіканський та унітарний порядок денний Турецької Республіки.  Його доктрина була впроваджена в Конституцію як державна ідеологія в 1937 році.

## Принципи
Ататюрк утримувався від догматизму і описав свою ідеологію як засновану на науці та розумі. Існує шість принципів ідеології: 
1. Республіканізм (тур. cumhuriyetçilik)
2. Націоналізм (тур. milliyetçilik)
3. Популізм (тур. halkçılık)
4. Реформізм (тур. inkılapçılık)
5. Лаїцизм (тур. laiklik)
6. Етатизм (тур. devletçilik)

Разом вони представляють різновид якобінства, визначеного самим Ататюрком як метод використання політичного деспотизму для зламу соціального деспотизму, поширеного серед традиційно налаштованого турецько-мусульманського населення, спричиненого, на його думку, фанатизмом улемів .